# ثجمة فرجينية
ثِجْمَة فِيرجينية هو نوع من النباتات في فصيلة الحمحمية. إنه نبات عشبي معمر موطنه شرق أمريكا الشمالية حيث يوجد في مناطق الغرب الأوسط والشمال الشرقي. موطنها الطبيعي في غابات الأراضي السفلية، وغابات المرتفعات المسطحة، وخدود الغابات الصخرية. أوراقها الجذعية خماسية أو سباعية الوريقات المنشارية الحتار. أزهارها مستطيلة المعاليق بيضاء تطول نحو 8 سم.

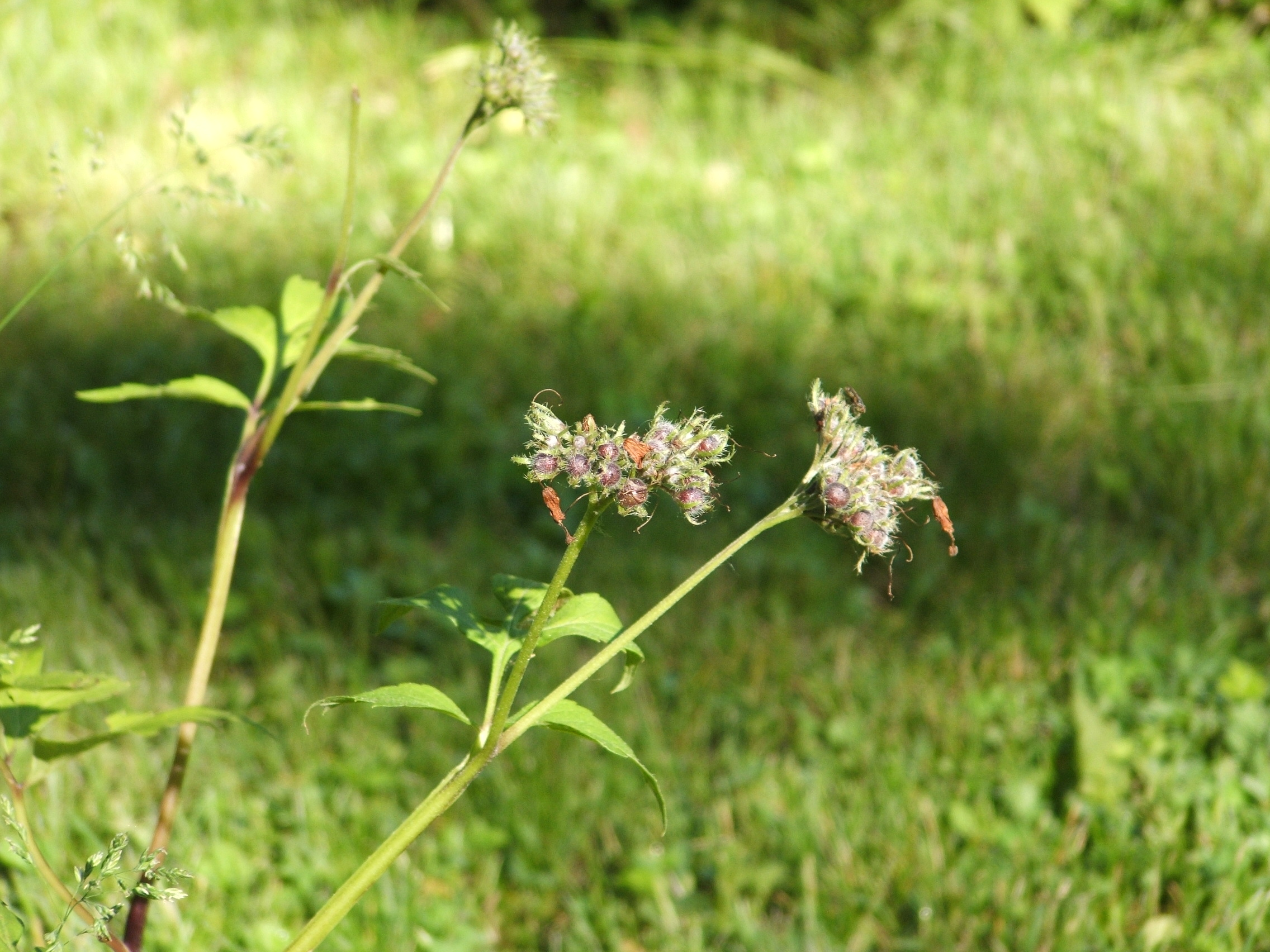
إنضاج حبات البذور في أوائل يونيو في ولاية أيوا